# José María Morelos (comune)
José María Morelos è un comune del Messico, situato nello stato di Quintana Roo.